# Unidad de reducción de emisiones

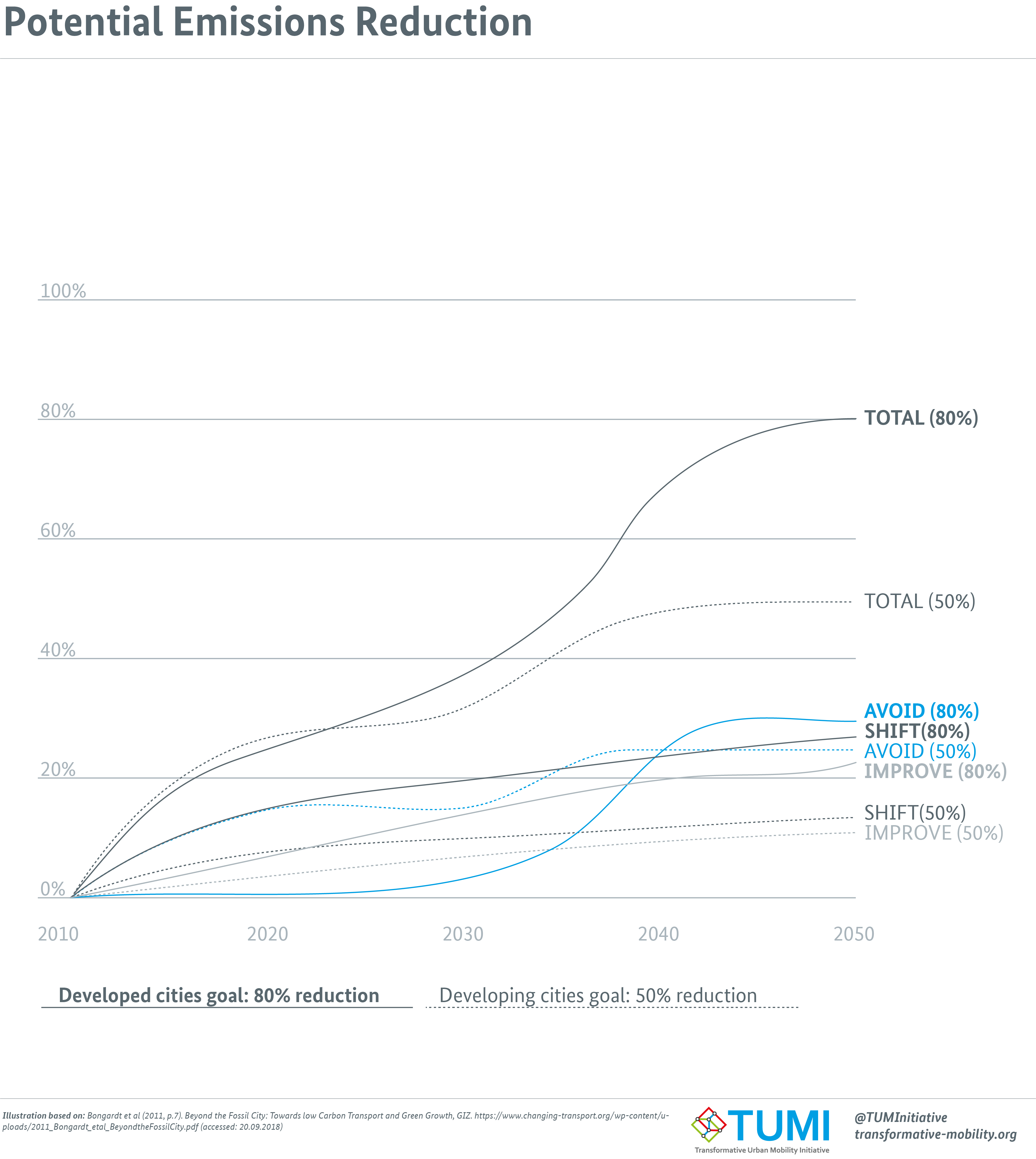
Potencial de reducción de emisiones

La unidad de reducción de emisiones (ERU por las siglas en inglés de emission reduction unit) es una unidad de disminución de emisiones de gases de efecto invernadero (GEI) conseguida con un proyecto de Implementación conjunta en términos del Protocolo de Kioto. Una ERU representa una reducción de GEI de una tonelada de CO2 equivalente.

## Descripción
El efecto invernadero (origen del calentamiento mundial) es causado por varios gases. Unos gases causan más efecto invernadero que otros. Para permitir la comparación entre los diferentes impactos de los gases en el medio ambiente, los científicos han definido multiplicadores para los gases distintos del dióxido de carbono que comparan su "potencia invernadero" (potencial de calentamiento mundial) con la del dióxido de carbono.
Un ejemplo de un proyecto de Implementación conjunta que resulta en una unidad de reducción de emisiones es la captura y utilización del biogás que producen los vertederos por descomposición de la basura. El biogás consta principalmente de metano que, si no se captura, se libera a la atmósfera. La razón principal para capturar el metano es que, durante 100 años, tiene un multiplicador del calentamiento mundial de 25 comparado con el dióxido de carbono (i.e. tiene una potencia invernadero de 25). La captura de metano se acompaña habitualmente por su combustión (por ejemplo en un ciclo combinado que produce electricidad). Quemar una tonelada de metano produce casi 3 toneladas de CO2, por lo que su efecto invernadero se reduce en 25-3=22 ERU respecto a lo que habría supuesto liberarlo a la atmósfera.
En diciembre de 2012, el precio de la ERU se desplomó a un mínimo de 15 céntimos de euro (0,15 €), aunque luego recuperó los 0,23 € después de la noticia de que el comité de la Unión Europea contra el cambio climático iba a votar una prohibición de las ERU de países que no habían suscrito un segundo periodo de compromisos según el Protocolo de Kioto.
En enero de 2013, Bloomberg informó de que en 2012 los precios de la ERU bajaron un 89 %.